# Giải bóng đá Các đội mạnh Toàn quốc 1992
Giải bóng đá Các đội mạnh Toàn quốc 1992 là mùa giải thứ 11 của giải đấu bóng đá hạng cao nhất Việt Nam và là mùa giải thứ ba với tên gọi Giải bóng đá Các đội mạnh Toàn quốc. Mùa giải khởi tranh vào ngày 29 tháng 3 và kết thúc vào ngày 14 tháng 5 năm 1992 với 18 đội bóng tham dự. Các đội bóng thi đấu qua hai giai đoạn, gồm một vòng bảng và một vòng loại trực tiếp để chọn ra đội vô địch và ba đội bóng xuống hạng A1 mùa giải năm sau.

## Thay đổi

### Thay đổi đội bóng
| Thăng hạng từ giải A1 toàn quốc 1991 - Khánh Hòa - Quân khu 5 Quay lại - Dệt Nam Định (sau khi bị kỷ luật ở mùa giải 1990) | Xuống hạng đến giải A1 toàn quốc 1992 - Thanh niên Hà Nội - Công nhân Quảng Ninh - Công an Thanh Hóa Giải thể - Điện Hải Phòng (giải tán ngay trước ngày khai mạc) |

### Đổi tên
- Đội bóng Sông Lam Nghệ Tĩnh được chuyển về cho tỉnh Nghệ An quản lý và đổi tên thành Sông Lam Nghệ An.

## Thể thức thi đấu
Cấu trúc giải đấu như sau:
- Vòng bảng: 18 đội bóng được chia làm hai bảng, mỗi bảng 9 đội. Các đội trong mỗi bảng thi đấu vòng tròn một lượt, chọn ra bốn đội đứng đầu mỗi bảng lọt vào vòng loại trực tiếp và hai đội cuối bảng xuống hạng A1.
- Vòng đấu loại trực tiếp: 8 đội bóng được bắt cặp, thi đấu vòng tứ kết theo thể thức hai lượt trận. Bốn đội chiến thắng lọt vào vòng bán kết với thể thức một lượt để chọn ra hai đội thắng tranh chức vô địch.

## Vòng bảng
Giai đoạn vòng bảng diễn ra từ 29 tháng 3 đến 26 tháng 4 năm 1992 với 72 trận đấu.

### Bảng A
| TT | Đội                           | Trận | Bàn thắng | Bàn thua | Điểm | Ghi chú        |
| 1  | Công an Hải Phòng             | 8    | 10        | 4        | 12   | Lọt vào Tứ kết |
| 2  | Công an Thành phố Hồ Chí Minh | 8    | 13        | 7        | 11   | Lọt vào Tứ kết |
| 3  | Quảng Nam – Đà Nẵng           | 8    | 12        | 7        | 11   | Lọt vào Tứ kết |
| 4  | Đồng Tháp                     | 8    | 7         | 4        | 9    | Lọt vào Tứ kết |
| 5  | Long An                       | 8    | -         | -        | -    |                |
| 6  | An Giang                      | 8    | -         | -        | -    |                |
| 7  | Bình Định                     | 8    | -         | -        | -    |                |
| 8  | Dệt Nam Định                  | 8    | -         | -        | -    | Xuống hạng A1  |
| 9  | Quân khu 5                    | 8    | -         | -        | -    | Xuống hạng A1  |

### Bảng B
| TT | Đội                 | Trận | Bàn thắng | Bàn thua | Điểm | Ghi chú        |
| 1  | Hải Quan            | 8    | 10        | 6        | 11   | Lọt vào Tứ kết |
| 2  | Câu lạc bộ Quân đội | 8    | 10        | 5        | 9    | Lọt vào Tứ kết |
| 3  | Tiền Giang          | 8    | 6         | 4        | 9    | Lọt vào Tứ kết |
| 4  | Sông Lam Nghệ An    | 8    | 5         | 4        | 9    | Lọt vào Tứ kết |
| 5  | Cảng Sài Gòn        | 8    | -         | -        | -    |                |
| 6  | Đường sắt Việt Nam  | 8    | -         | -        | -    |                |
| 7  | Lâm Đồng            | 8    | -         | -        | -    |                |
| 8  | Công an Hà Nội      | 8    | -         | -        | -    | Xuống hạng A1  |
| 9  | Khánh Hòa           | 8    | -         | -        | -    | Xuống hạng A1  |

## Vòng đấu loại trực tiếp

### Tứ kết
| Đội 1               | TTS | Đội 2                         | Lượt đi | Lượt về     |
| ------------------- | --- | ----------------------------- | ------- | ----------- |
| Quảng Nam – Đà Nẵng | 2–0 | Hải Quan                      | 2–0     | 0–0         |
| Sông Lam Nghệ An    | 0–0 | Công an Thành phố Hồ Chí Minh | 0–0     | 0–0 (4–3 p) |
| Công an Hải Phòng   | 4–2 | Tiền Giang                    | 2–1     | 2–1         |
| Câu lạc bộ Quân đội | 4–1 | Đồng Tháp                     | 4–0     | 0–1         |

### Bán kết
| Quảng Nam – Đà Nẵng | 2–1 | Sông Lam Nghệ An |

| Công an Hải Phòng | 2–1 | Câu lạc bộ Quân đội |

### Chung kết
| Quảng Nam – Đà Nẵng | 2–0 | Công an Hải Phòng |

| Vô địch Giải bóng đá Các đội mạnh Toàn quốc 1992 |
| ------------------------------------------------ |
| Quảng Nam – Đà Nẵng Lần thứ nhất                 |